# Кодек
Ко́дек (англ. codec — скорочено від coder/decoder (кодування/декодування), або compressor/decompressor) — пристрій або програма, здатна виконувати перетворення потоку даних або сигналу.
Кодеки можуть як кодувати потік/сигнал (часто для передачі, зберігання або шифрування), так і розкодовувати — для перегляду або зміни у форматі, що більше підходить для цих операцій. Кодеки часто використовують при цифровій обробці відео й аудіо.
Більшість кодеків для звукових і візуальних даних використовують стиснення з втратами, щоб одержувати прийнятний розмір готового (стисненого) файлу. Існують також кодеки, що стискають без втрат (англ. lossless codecs), але у багатьох випадках малопомітне поліпшення якості не виправдовує істотного збільшення обсягу даних. Майже єдиний виняток — ситуація, коли дані будуть піддаватися подальшій обробці: у цьому випадку повторювані втрати на кодуванні/декодуванні вплинуть на якість.